# یواس‌اس دالاس (اس‌اس‌ان-۷۰۰)
یواس‌اس دالاس (اس‌اس‌ان-۷۰۰) (به انگلیسی: USS Dallas (SSN-700)) یک زیردریایی است که طول آن ۱۱۰٫۳ متر (۳۶۱ فوت ۱۱ اینچ) می‌باشد. این زیردریایی در سال ۱۹۷۹ ساخته شد.